# Anelaphinis sternalis
Anelaphinis sternalis är en skalbaggsart som beskrevs av Moser 1914. Anelaphinis sternalis ingår i släktet Anelaphinis och familjen Cetoniidae. Inga underarter finns listade i Catalogue of Life.